# 童謡集 (小坂一也のアルバム)
童謡集_(小坂一也のアルバム)
『童謡集』は、小坂一也のアルバム。1960年12月に日本コロムビアからリリースされた。

## 収録曲
Side 1
1. 月の砂漠
2. この道
3. 青葉茂れる桜井の
4. 七つの子
5. 朧月夜

Side 2
1. 村のかじや
2. 夏は来ぬ
3. 海
4. 故郷
5. 浜千鳥

## パーソネル
- 小坂一也（歌）
- コロムビア女声合唱団（コーラス）
- ウエストライナーズ（伴奏）
- 三保敬太郎とそのコンボ（伴奏）